# جنرال الجيش (الاتحاد السوفيتي)

شارة الكتف منذ 1955 وحتى 1974

شارة الكتف منذ 1974 وحتى 1993

جنرال الجيش (بالروسية:  Генерал армии) رتبة عسكرية سوفيتية مُنحت لأول مرة عام 1940 كأحد الرتب العالية بالجيش الأحمر ولا تليها سوى رتبة مارشال الاتحاد السوفيتي، وفي خلال الإحدى والخمسين عاما التالية مُنحت الرتبة لمائة وثلاثة وثلاثين قيادة عسكرية سوفيتية، ترقى منهم اثنان وثلاثون لمنصب المارشال.
مُنحت رتبة جنرال الجيش لقدامى الضباط بوزارة الدفاع والأركان العامة، كذلك القادة البارزين للمناطق العسكرية، كما مُنحت أيضا لقادة الاستخبارات السوفيتية ووزراء الداخلية ابتداء من السبعينات من القرن الماضي.
تتضمن قائمة جنرالات الاتحاد السوفيتي العديد من القيادات العسكرية البارزة أمثال إيفان تشرنياخوفسكي (أصغر القادة السوفيت في الحرب العالمية الثانية والذي قتل في معارك بروسيا الشرقية) وأليكسي أنطونوف (قائد الأركان العامة في المراحل الأخيرة للحرب العالمية الثانية والحاصل على وسام النصر) وإيسا بلييف (من مواليد أوسيتيا وأحد قادة الحرب العالمية الثانية كما لعب دورا بارزا في أزمة الصواريخ الكوبية) وأخيرا يوري أندروبوف (الذي حمل رتبة جنرال الجيش بصفته رئيسا لجهاز الاستخبارات السوفيتية).
ورتبة جنرال الجيش في العسكرية السوفيتية هي المناظرة لرتبة الجنرال في الولايات المتحدة والمملكة المتحدة.
قبيل عام 1943 دأب جنرالات الجيش السوفيتي على تعليق خمس نجوم على شارات الياقة، ومنذ عام 1943 قاموا بتعليق أربعة نجوم فقط على شارات الكتف وذلك حتى عام 1974 حيث قاموا بتعليق شارات كتف تحمل نجمة واحدة كبيرة (نجمة المارشال؛ بالروسية: маршальская звезда) وشعار القوات البرية السوفيتية، ومع زوال الاتحاد السوفيتي عادت روسيا إلى شارات الكتف ذات الأربعة نجوم.